# Tisha b'Av
Tisha b'Av o Tish'ah b'Av (en hebreo תשעה באב, tish‘āh bə-āḇ) es el principal día de ayuno y abstinencia del judaísmo rabínico. Su nombre hace referencia al noveno día (Tisha) del mes hebreo de Av, que cae en la canícula boreal. Se le suele llamar el "día más triste de la historia judía" y tradicionalmente conmemora el decreto de la generación de los judíos del desierto de no entrar a la tierra de Israel (Talmud babilonio tratado de taanit pág. 29), la destrucción del Primer Templo de Jerusalén por el Ejército de Nabucodonosor II, la destrucción del Segundo Templo por las legiones de Tito, la caída de la fortaleza de Betar (y por consiguiente, el colapso de la Rebelión de Bar Kojba, seguido por la intensa persecución conducida por Adriano), la expulsión de los judíos de Inglaterra por el Rey Eduardo I, la expulsión de los judíos de Francia, y el destierro de los judíos de España por el rey Fernando y la reina Isabel en 1492 . Por último, hay quienes dicen que la Solución Final firmada durante la Segunda Guerra Mundial también sucedió en esta fecha.

## Procedencia

### Las destrucciones

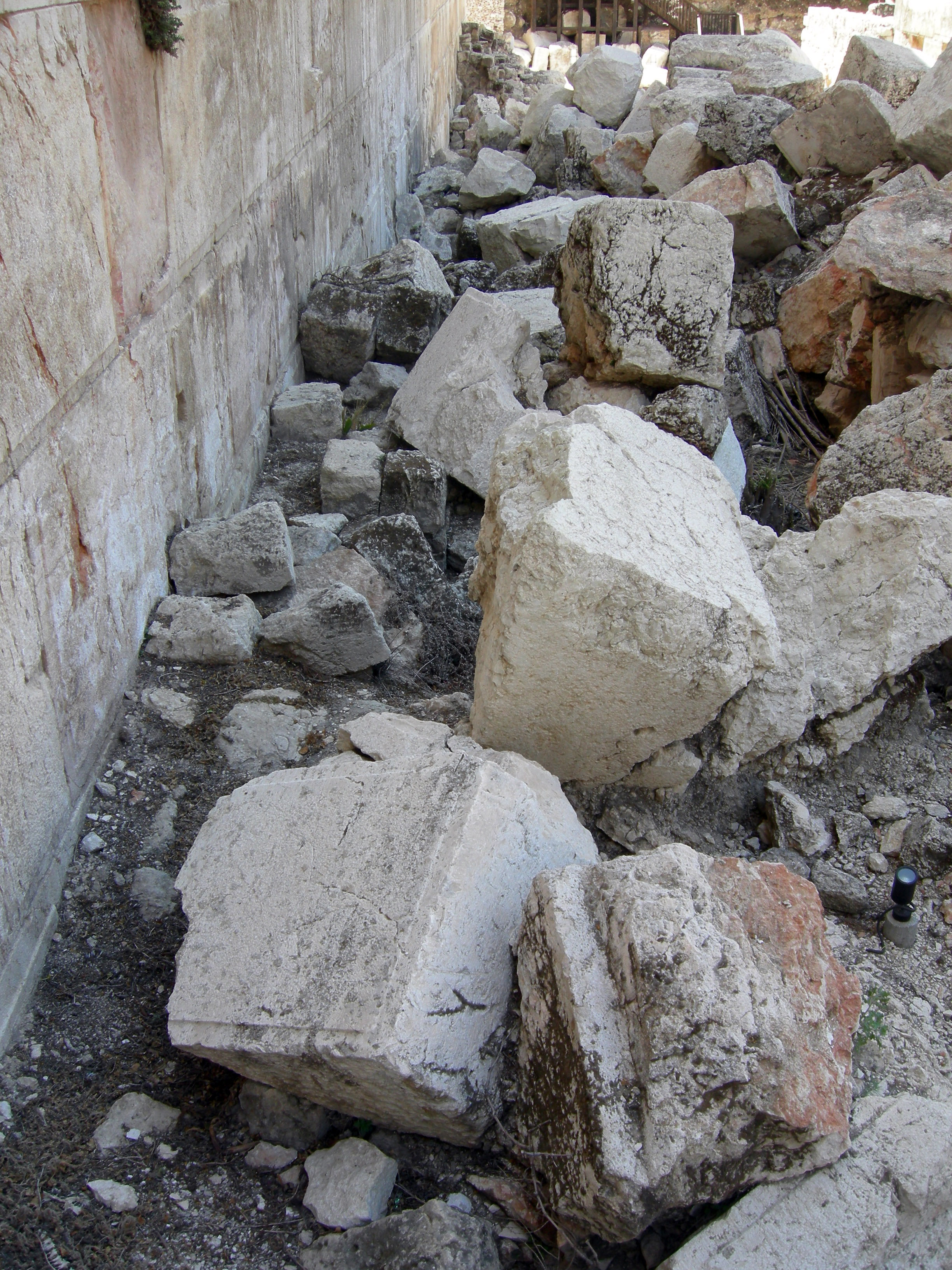
Restos del muro del Segundo Templo de Jerusalén, derribado en el asedio romano del año 70 d. C.

El ayuno conmemora los dos eventos más tristes de la historia judía: la destrucción del Primer Templo (construido por el rey Salomón), y la del Segundo Templo. Estos hechos acaecieron en el mismo mes, av, y como tradición en el mismo día nueve, pero trascurrieron 656 años del primero al segundo.
En relación con la caída de Jerusalén, existen otros tres días de ayuno que se establecieron a la vez que éste: el 10 de Tevet, cuando comenzó el asedio; el diecisiete de tamuz, la primera grieta del muro; y el tres de Tishréi, conocido como el Ayuno de Godolías, día en que Godolías fue asesinado (II Reyes 25:25; Jeremías 41:2). De Zacarías 7:5, 8:19, menciona que tras la edificación del Segundo Templo, no se siguió con continuidad la costumbre del ayuno. Tras la destrucción de Jerusalén por los romanos, se volvieron a establecer los 4 días.

### Tras el Éxodo
En este día, en el 1446 antes de Cristo, 16 meses después del Éxodo liderados por Moisés, los israelitas que hubieran tenido 20 años o más cuando salieron de Egipto fueron condenados a morir en el midbar (desierto), y la entrada a la Tierra de Israel se retrasó cuarenta años hasta que aquella generación muriera.

### Los cinco acontecimientos
Según la Mishná (Taanit, 4:6), hay cinco eventos que justifican el ayuno y la abstinencia el 9 de av:
1. Este día, Moisés mandó 12 espías para informarle sobre la tierra de Canaán. Los espías regresaron con malas noticias, y los hijos de Israel sollozaron, temieron y se desesperaron por no poder ingresar a la Tierra Prometida. Este día vendría a ser solemnizado por las generaciones venideras de los Hijos de Israel (Números cap. 13-14).
2. Los babilonios arrasaron el Primer Templo y toda Judea liderados por Nabucodonosor en el 586 a. C., condenado a la población al exilio de Babilonia.
3. El Segundo Templo fue destruido por el Imperio romano en el año 70, tras la primera guerra judeo-romana, llevando a los judíos a una diáspora de dos mil años.
4. La revuelta de Simón bar Kojba contra Roma fracasó y Bar Kojba, el Taná Rabí Akiva y miles de sus seguidores fueron asesinados.
5. Tras la caída de Jerusalén en el 70, su resurgimiento un año después.

Según el Talmud, la destrucción del Segundo Templo comenzó el 9 y terminó el 10 de Av, cuando las llamas acabaron de arrasarlo.

### Otros acontecimientos del 9 de Av
- Urbano II declara las Cruzadas en 1095.
- Quema del Talmud en 1242.
- En 1290, firma del edicto de Eduardo I de Inglaterra expulsando a los judíos de Inglaterra.
- El Decreto de la Alhambra expulsa a los judíos de España el 3 de agosto de 1492.
- Primera Guerra Mundial en 1914.
- Aprobación de la Solución Final contra los judíos de Europa (9 de Av de 5701).
- Inauguración del Campo de exterminio de Treblinka el 22 de julio de 1942 (8 de Av de 5702).
- Atentado terrorista en Buenos Aires en la sede de la AMIA (Asociación Mutua Israelita Argentina) el 18 de julio de 1994 (10 de Av de 5754). Murieron 85 personas y hubo más de 120 heridos.
- Inicio del Plan de retirada unilateral israelí de la Franja de Gaza (10 de Av de 5765).

### Holocausto (Shoah)
Muchos judíos jaredíes (ultraortodoxos) ven en el 9 de Av una forma de rememorar a los seis millones de judíos muertos en el Holocausto. Judíos ortodoxos y no ortodoxos los recuerdan en un día oficial de duelo llamado Yom HaShoah. Líderes rabínicos jaredíes están en desacuerdo y no celebran ni el Yom Yerushalayim ni el Yom Ha'atzmaut (Día de la Independencia de Israel), hecho que además afirmaría que para ellos el Estado de Israel carezca de significado religioso.

## Prácticas

### Restricciones
Como en el Yom Kippur, el Tisha B'Av consiste en un día de 25 horas (a veces más según la localización) que empieza al atardecer y dura hasta la noche del día siguiente. Hay seis prohibiciones:
1. No llevar zapatos de cuero.
2. Abstenerse de comer y beber (salvo que comprometa la vida).
3. Abstenerse de lavarse o bañarse (en algunos casos, sólo se acepta una mínima higiene).
4. Abstenerse de aplicarse cremas, aceites, desodorantes y maquillajes.
5. Abstenerse de mantener relaciones sexuales, abrazarse, besarse o cualquier otra forma de afecto corporal.
6. Abstenerse de estudiar la Torá, ya que trae alegría a la persona. Sin embargo, ciertas partes sí se pueden estudiar, como son:

— El tercer capítulo del tratado Moed Katán, que habla de las leyes del duelo y la excomulgación [sin profundizar en su análisis].
— El comentario del Midrásh sobre el Libro de las Lamentaciones, además de la interpretación de otros exégetas.
— El Libro de Job con sus comentarios, pues, al igual que Lamentaciones, despierta un sentimiento de pena y dolor en el lector.
— Los capítulos de admonición y tragedias registrados en el Libro de Jeremías —salteando aquellos versículos que hablan de consuelo—.
Aunque llegue la noche, se prohíbe comer carne y beber vino hasta el mediodía del día siguiente, ya que de acuerdo con la tradición, el templo ardió toda la noche y parte del día siguiente, el 10 de av.
En la sinagoga, y al volver a casa, desde el anochecer al mediodía, uno debe sentarse en el suelo o en sillas bajas, como durante la shiv'ah (semana de luto tras la muerte de un familiar de primer grado), algunos llegan a dormir sobre el suelo y no se puede felicitar o regalar nada en este día, viejos libros de rezos y torás se suelen enterrar en este día.
Las leyes del Tisha B'Av están grabadas en el  Shulján Aruj ("Código de Ley Judía") Orach Chayim 552-557.

### Liturgia
Los cinco capítulos del libro de Eijá (Lamentaciones) se leen en la sinagoga durante la tarde del servicio. Además, durante el luto se leen las kinót ("Poesía bíblica"), compuesta por varios poetas (sobre todo rabinos) como  Elazar ha-Kalir, Judah ha-Levi, Shimon Schwab, Solomon Halberstam, Bobov Hasidim , sobre todo clásica.

## Historia del rito
La literatura talmúdica comenta que la práctica se refleja como un día de congoja y ascetismo. En los últimos años, se observa una disminución de la práctica, en horas y/o prohibiciones.
Maimónides (siglo XII), en su Mishné Torá, proponía que las restricciones de no beber vino ni comer carne debían retraerse a la víspera de Tisha B'Av
A fines del siglo II o principios del III, no se practicaba de una manera tan severa y hubo rabinos, como Judah ha-Nasi que abogaron por abolirla o, según otras versiones, aminorar su severidad cuando se propusiera pasarla del sábado al domingo (Talmud, Tractate Megillah 5b), pero en tiempos postalmúdicos se volvió más restrictiva, sobre todo de los siglos XV al XVIII, se puede observar de hecho un aumento gradual en las prohibiciones hasta llegar a prohibir matrimonios u otros eventos. 
Los judíos ortodoxos prefieren no abandonar ninguna práctica, al menos hasta el advenimiento del Mesías. Los sionistas propusieron su supresión en un principio. El movimiento conservador se pronuncia de distintas formas, queriendo suprimirla en todo o en parte o respetarla tal cual.

## Fechas anteriores según el calendario gregoriano
- 2006: 3 de agosto
- 2007: 24 de julio
- 2008: 10 de agosto
- 2009: 30 de julio
- 2010: 20 de julio
- 2011: 9 de agosto
- 2012: 29 de julio
- 2013: 15 de julio
- 2016: 1 de agosto
- 2018: 22 de julio
- 2019: 10 de agosto
- 2020: 29 de julio
- 2021: 17 de julio
- 2022: 7 de agosto